# Superoxid dismutáza

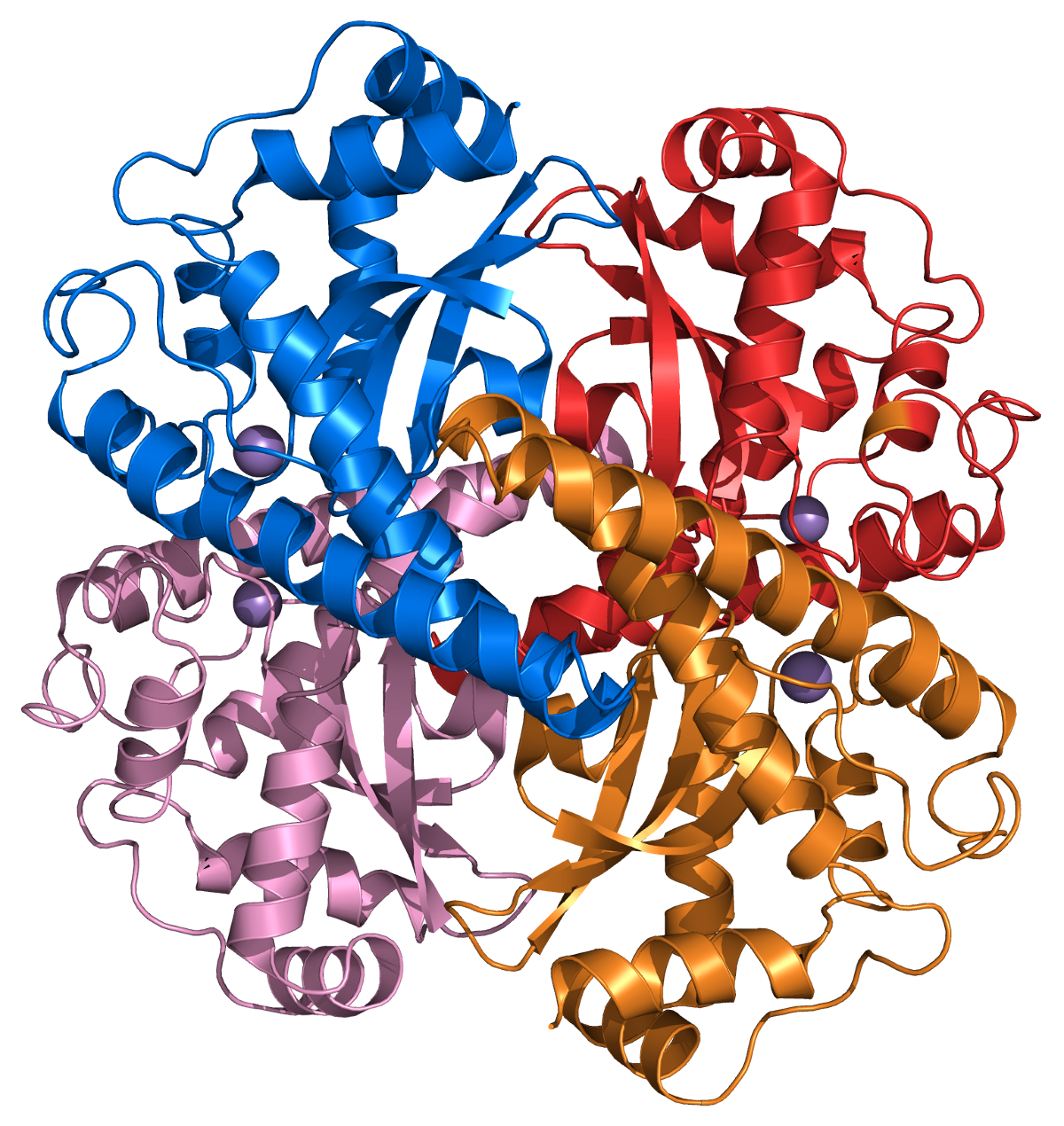
Superoxid dizmutázy

Superoxid dismutáza (též SOD či anglicky superoxide dismutase) je důležitý přirozený, tedy tělu vlastní enzym a antioxidant.
SOD účinně zháší superoxidový radikál a přeměňuje ho na méně toxický peroxid vodíku. I peroxid vodíku je dále rozkládán dalšími enzymy, především katalázou.
SOD je proto významným antioxidantem chránícím buňky v těle vystavené kyslíku.

## Mechanismus reakce
2O2•− + 2H+ → H2O2 + O2
Eukaryotická varianta (vč. lidské) varianta SOD používá jako kofaktor měď nebo zinek. Existuje ale také Fe/Mn a Ni varianta.